# Madeira-Guaporé
Madeira-Guaporé è una delle due mesoregioni dello Stato della Rondônia in Brasile.

## Microregioni
È suddivisa in due microregioni:
- Porto Velho
- Guajará-Mirim